# لوگوووی (ژمبیل)
لوگوووی (به قزاقی: Луговое، لۋگوۆوە}} یک منطقهٔ مسکونی در قزاقستان است که در شهرستان ترار ریسکولوف واقع شده‌است. لوگوووی ۱۰٬۲۴۲ نفر جمعیت دارد.